# Bastide Flotte de la Buzine
La bastide Flotte de la Buzine est une bastide située à Marseille, dans le 6e arrondissement, en France.

## Histoire
Le bâtiment est construit au milieu du XVIIIe siècle. L'édifice est inscrit au titre des monuments historiques en 2013. Il est occupé par l'établissement scolaire dit Cours Saint-Thomas d'Aquin.